# M9 (銃剣)
M9銃剣（M9 bayonet）は、アメリカ軍で使用されているM16系統の自動小銃に装着する銃剣。M16A2の採用にあわせて1984年にM7銃剣の後継として採用された。

## 概要
大規模な火力を持つ兵器を用いた近代戦において、近距離で将兵が入り乱れて行う白兵戦闘が発生することは非常に限定的であり、銃剣を用いての接近戦は稀である。そのため、アメリカ軍においても銃剣の持つ役割の比重は段々低下していた。M7銃剣は短い刃を持ち、最低限の刺殺性能を持つ簡素なモデルが採用され、銃剣が使用されるのは銃弾が尽きた後の最終的な手段や、式典などの儀礼的な場合に着剣されることが想定されていた。そのため、M9銃剣では、銃の先に付けて使用するためだけに携行するのではなく、野外活動に伴う様々な目的に使用できるようにいくつかの用途を付随して用いられることを想定して設計され、M9MPBS（Multi Purpose Bayonet System：多目的銃剣システム）とも呼ばれる。
この考え方は1960年から作り始められた多機能銃剣の元祖であるロシアの6Kh3銃剣が元になっておりそれを参考に開発が進められた。
発明家であり、米軍の兵器や後にゴルフパターの設計でも知られるミッキー・フィン（Mickey Finn）によってSEALSでテスト使用されていたBUCK社のバックマスター 184を元にデザインされ、32万5,000本が米軍へ正式納入された。主な生産はバック社、フロビス社、ランケイ社、オンタリオ社など。

## 構造

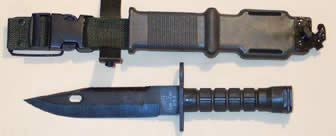
M9銃剣とM10銃剣鞘（改良生産型）

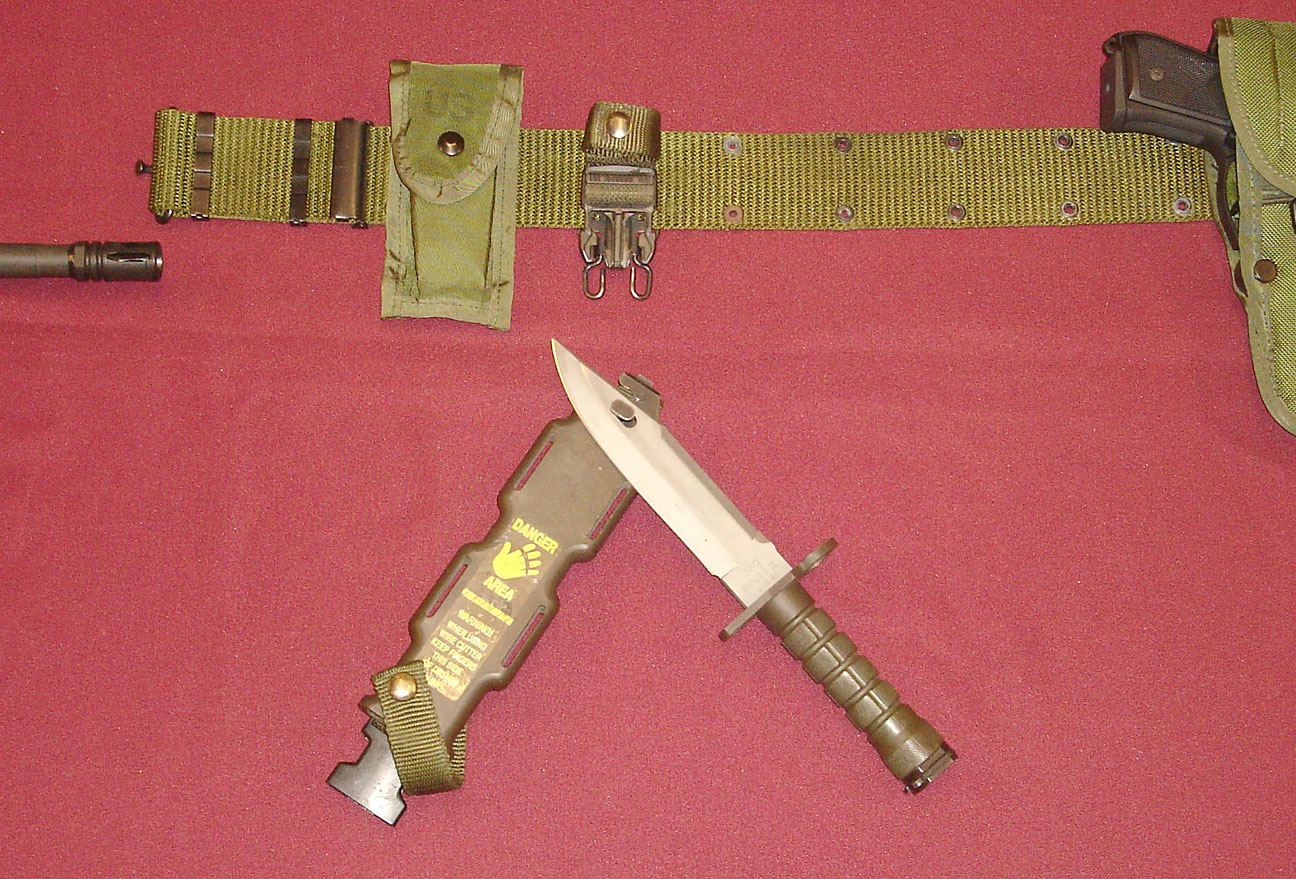
銃剣鞘と組み合わせてワイヤーカッターとして使用する状態

刀身はクリップポイント、HRC硬度53-58の約6mmの厚さを持つステンレス製で、刀身右側面には大き目のブラッドグルーブ（樋）を備える。鞘と組み合わせてワイヤーカッターとして使用するための穴が刀身に開けられており、ヒルトには栓抜きとして使用するためのくぼみがつけられている。鋼材はナロータングで、中空ハンドル内をシャフトを介して貫通し、ハンドル後部で六角ボルトで固定されている。そのため、六角レンチを使うことで分解メンテナンスや部品の交換が可能である。ナロータングの製品同様分解できる構造のセミフルタングの製品も存在しこちらも正式採用されているが極めて珍しい。プラスチック製ハンドルは断面形が円筒形あるいは樽型で、滑り止めが施されている。
鞘はプラスチック製で、裏には砥石が取り付けられ、使わない時はナイロンのベルトでカバーのように覆えるようになっている。鞘内部には刀身を保持するための板バネが取り付けられており、振ったり逆さにしても落ちることがない。鞘の表にはナイロンポーチが取り付けられており、M9拳銃のマガジンや小物を収納することができる。鞘下部には刀身の穴と組み合わせるワイヤーカッター機構とマイナスドライバーがある。ベルトにつける部分は太めの針金のようなクリップになっている。ベルトにつけた状態でもワイヤーカッター機能を使用できるように、ベルトに装着する部分と鞘本体はファステックス・バックルで脱着できるようになっている。
本モデルの影響は大きく、NATO軍も類似したデザインの銃剣を採用しただけではなく、違法にコピーされたものも含めて、本モデルにインスパイアされた類似したナイフが多く生産された。公式の派生としては、爆発物処理に使うM11 EODと呼ばれるM9に酷似したナイフがあり、こちらも制式採用されている。
また、その知名度の高さから、アニメやゲームにもM9と思われるナイフがコンバットナイフとして度々登場する。
M9銃剣は画期的な銃剣であるが、重く（本体だけで400g近い）かさばる。そのためなのか、アメリカ海兵隊ではM9があまり使用されていないようで、M9が採用された後も旧来のM7銃剣やKa-Bar ナイフを使用しているという。海兵隊では、これら2種のナイフを統合するOKC-3Sという新型銃剣が2003年に採用された。

## アメリカ以外での採用
- アブダビ陸軍 - 採用しているAR-15系統の小銃の銃剣として採用。
- オーストラリア陸軍 - F88小銃の銃剣として採用。
- オランダ陸軍/オランダ海兵隊 - C7/C8小銃の銃剣として採用。